# Gösta Rundqvist
Sven Gösta Rundqvist, född 8 februari 1945 i Iggesund, Njutångers församling, Gävleborgs län, död 13 januari 2010 i Bälingebygdens församling, Uppsala, var en svensk jazzpianist.
Rundqvist började sin karriär som dansbandsmusiker redan som 15-åring. På 1960-talet var han med och startade ett band som hette Splash, men drogs snart till jazzen, först som medlem i Kurt Järnbergs storband i Gävle och senare som pianist i Sandviken Big Band. Genom åren spelade han tillsammans med flera av de största namnen inom svensk jazz, bland andra Toots Thielemans, Putte Wickman, Svante Thuresson, Gunnar "Siljabloo" Nilson, Monica Zetterlund och Bosse Broberg.
Rundqvist spelade på Bosse Brobergs och Red Mitchells CD West of the Moon som vann Gyllene Skivan 1994. Han var också medlem i Brobergs storband Nogenja som startades 1990.
Gösta Rundqvist är begravd på Norra begravningsplatsen utanför Stockholm.

## Priser och utmärkelser
- 1993 – Jan Johansson-stipendiet
- 2008 – Bert Levins stiftelse för jazzmusik